# Талин (Сирия)
Тали́н (араб. تالين‎) — небольшой город на северо-западе Сирии, расположенный на территории мухафазы Тартус. Входит в состав района Банияс. Является центром одноимённой нахии.

## Географическое положение
Город находится в северной части мухафазы, к западу от хребта Ансария, к востоку от реки Нахр-Банияс, на высоте 356 метров над уровнем моря.

Талин расположен на расстоянии приблизительно 29 километров к северо-востоку от Тартуса, административного центра провинции и на расстоянии 178 километров к северо-северо-западу (NNW) от Дамаска, столицы страны.

## Население
По данным официальной переписи 2004 года численность населения города составляла 3699 человек (1863 мужчины и 1836 женщин). В конфессиональном составе населения преобладают алавиты.

## Транспорт
Ближайший гражданский аэропорт — Международный аэропорт имени Басиля Аль-Асада.